# Epania javana
Epania javana är en skalbaggsart som beskrevs av Maurice Pic 1942. Epania javana ingår i släktet Epania och familjen långhorningar. Inga underarter finns listade i Catalogue of Life.